# Lloyd Palun
Lloyd Palun (Arles, Franciaország, 1988. november 28. –) francia születésű gaboni labdarúgó, a francia élvonalbeli En Avant de Guingamp középpályása.

## Pályafutása

### A válogatottban
Palun francia és gaboni állampolgársággal is rendelkezik. Úgy döntött, hogy a felnőtt nemzetközi szinten a gaboni válogatottban játszik. 2011. február 9-én mutatkozott be a Kongói Demokratikus Köztársaság elleni 2–0-s győzelem során.
A 2012-es Afrika-kupán mind a négy válogatott mérkőzésen pályára lépett, Gabon a negyeddöntőig jutott. Részt vett a 2015-ös afrikai nemzetek kupáján is.